# Слов'янські псевдобожества
Слов'янські псевдобожества (псевдобоги, псевдобогині) — слов'янські боги, які згадуються у популярній або навіть науковій літературі, але історичність вірувань у них не визнається переважною більшістю дослідників. Тобто такі божества насправді не були об'єктом поклоніння серед слов'ян-язичників. Псевдобожества слов'ян, як і інших етносів, виникли внаслідок помилок (наприклад, через розуміння власного імені як теоніму, незнання слов'янської мови, нерозуміння язичницького ритуалу або некритичне використання джерел), внаслідок творчості та підробок слов'янських романтиків, або навіть внаслідок фальсифікацій з політичних мотивів. Причиною останніх двох може бути те, що, на відміну, наприклад, від грецької міфології, писемні джерела зі слов'янської міфології дуже обмежені.
Перші слов'янські псевдобожества почали з'являтися ще в Середньовіччі, переважно в латинських християнських текстах, як результат плутанини імен. Слов'янські псевдобожества почали масово з'являтися з 18-го й особливо 19-го століття. У 1768 році з'явилася популярна тоді підробка, так звані Прілвікські ідоли, що зображували нібито слов'янські божества, прикрашені нібито слов'янськими рунами. На основі цієї підробки було створено багато божеств Андреасом Машем (нім. Andreas Gottlieb Masch), а пізніше Мартіном Ардентом (дан. Martin Friedrich Arendt). У 19 столітті популярним фантастом був чех Ігнац Ян Гануш (чеськ. Ignác Jan Hanuš), зокрема його два твори: Наука про слов'янський міф (нім. Die Wissenschaft des slavischen Mythus) та Слов'янський казковий календар (чеськ. Bájeslovný kalendář slovanský), а також росіянин Олександр Фамінчин (Босые боги славян), який не дуже критично ставився до джерел. Окрім вищезгаданих авторів, у кожній слов'янській країні були свої більш-менш популярні фальсифікатори. Сучасними фальсифікаторами слов'янського пантеону є, наприклад: у Польщі — Чеслав Бялчинський і в Росії — Олександр Асов.